# 円子氏
円子氏（まるこし）は、日本の氏族。

## 出自
円子氏は、鎌倉御家人阿保七郎左衛門の庶流で、花輪伯耆守親行の子 円子帯刀延親を祖とする。丹党。

## 歴史
鎌倉御家人阿保七郎左衛門の庶流で、鹿角郡花輪村（秋田県鹿角市花輪町）の在名により花輪氏（はなわし）と称していた。花輪親行が南部晴政・信直の父子対立のさい、晴政に仕えたが晴政が死去により録を召し上げられ天正年間に一族が離散したと伝えられ、一族は信直に反する立場を貫き、花輪から糠部郡九戸の内圓子村に移転していた者や、あるいは出羽、津軽（青森県）などに落ちた者があったこと、またのちに帰参する者もあったことをうかがわせている。

その後、子の延親が信直に召出され糠部郡九戸の内圓子村（軽米町）に村替となり円子氏を名乗る。

## 系譜
```
参考諸家系圖 三十八 <<異姓之二十八>>
円子氏　
本名安保　花輪

　姓丹治　後平姓ニ改ム　或在原　紋蛇目

花輪伯耆守　
仕
南部晴政

　　親行
　　┃
圓子帯刀　　
仕
　　信直

　　延親
　　┃
　　惣五郎
　　定親
　　┣━━━━━━━━━┓
　　九右衛門　　　　安保小次郎
　　義親　　　　　　　　義時
　　┣━━━━━━┓
　　惣右衛門　　　
　　方親　　　　　明親
　　┃

（
奥南落穂集
を参取）
```

天正19年（1591年）の九戸政実の乱で九戸氏側に荷担して滅亡したためで、伝を失い事跡は不詳である。政実に加担したものとして、「南部根元記」は円子金五郎を、「祐清私記」などでは円子右馬助光種を挙げており、中心的役割を果たしたとして九戸城降伏の際、政実ら主だった首謀者達として集められ、栗原郡三迫（宮城県栗原市）で処刑された。

『参考諸家系図』ではこの家系を花輪伯耆親行の家とは別系の花輪次郎の末裔としてに仕立ており、九戸氏側の副将格となった円子右馬助光種は、花輪次郎種親の子とされている。
```
花輪次郎
　　種親
　　┃
圓子右馬充　
九戸ニ一味

　　光種
　　┃
圓子金五郎
　　種則
　　┃
```